# Zukunftscharta
Mit der Zukunftscharta hat das zu dem Zeitpunkt CSU-geführte Bundesministerium für wirtschaftliche Zusammenarbeit und Entwicklung (BMZ) die Leitlinien der deutschen Entwicklungs-Politik durch einen breit angelegten Diskussionsprozess überarbeitet. Genau wie die Ziele nachhaltiger Entwicklung (SDG, engl.: Sustainable Development Goals), geht auch die Zukunftscharta von einem Leitbild aus, in dem es keine Unterteilung der Welt in Entwicklungs- und Schwellenländer auf der einen und entwickelte Länder auf der anderen Seite gibt, sondern dass sich alle Länder in einem partnerschaftlichen Entwicklungsprozess befinden, um die drängenden Herausforderungen zu bewältigen.
Die Zukunftscharta wurde vom BMZ initiiert, dann vom Staatssekretärsausschuss für nachhaltige Entwicklung, als Leuchtturmprojekt 2014 ausgezeichnet, und soll einen Beitrag leisten zur Überarbeitung der nationale Nachhaltigkeitsstrategie, die wiederum einen wichtigen Bezugspunkt für die Umsetzung der SDGs in Deutschland leisten soll.
Das BMZ will jährlich Bilanz ziehen, welche Beiträge zur Umsetzung der Zukunftscharta geleistet wurden. Die erste Bilanz wurde Ende 2015 veröffentlicht.

## Handlungsfelder
In der Zukunftscharta werden acht Handlungsfelder definiert, zu denen jeweils die Ausgangslage und die Ziele beschrieben werden.

### Ein Leben in Würde weltweit sichern

#### Ausgangslage
Die Zukunftscharta argumentiert, dass für ein Leben in Würde zunächst die Menschenrechte geachtet werden und die elementaren Lebensgrundlagen gesichert sein müssen.
Dazu sei wiederum notwendig:
- Frieden und Sicherheit
- Überwindung von Hunger und Armut in allen Formen
- Bildungschancen
- Gleichberechtigung der Geschlechter
- Gesundheitsversorgung
- Teilhabe am gesellschaftlichen Leben[9]

Wenn Entwicklungserfolge ausbleiben würden, so läge das häufig an einem Versagen der Politik und der staatlichen Institutionen.
Oft seien autoritäre Macht- und Herrschaftsstrukturen dafür verantwortlich, dass die Bedürfnisse armer bzw. benachteiligter Bevölkerungsgruppen nicht berücksichtigt würden.
Diese Probleme würden sich verschärfen, wenn es sich um schwache Staaten handelt.

#### Ziele
Zentrales Ziel für das BMZ sei die Beseitigung von extremer Armut und von Hunger bis zum Jahr 2030.
Die Entwicklungspolitik müsse die Partnerländern insbesondere konzeptionell bei der Armutsbekämpfung unterstützen.
Wichtig seien auch neue Messmethoden zur Bestimmung von Armut und auch von Ungleichheit.
Die Industrieländer müssten ihre internationale Handelspolitik so gestalten, dass sie Armut und Umweltzerstörung nicht verschärft, sondern verringert.
Wichtige Aufgaben der Entwicklungspolitik wären außerdem die Umsetzung des Rechts auf Bildung, die Förderung von Sexualaufklärung und die Bekämpfung der Ursachen von Flucht und Vertreibung.

### Natürliche Lebensgrundlagen bewahren und nachhaltig nutzen

#### Ausgangslage
Die Zukunftscharta stellt fest, dass wir in der EinenWelt über unsere ökologischen Verhältnisse leben.
Dies gelte sowohl für die Industrieländer als auch Ober- und Mittelschichten vieler Schwellenländer.
In Deutschland würde die Art, wie produzieren und konsumiert würde, auf der Übernutzung natürlicher Ressourcen basieren.
Die bisherigen Anstrengungen zum Schutz der Ökosysteme blieben hinter den dringenden Erfordernissen zurück.
Das Wirtschaftswachstum in Deutschland und anderen Ländern hätte gesellschaftlichen Wohlstand gebracht, würde jedoch an ökologische Grenzen stoßen.
Zwar wäre Wirtschaftswachstum in ärmeren Ländern erforderlich, um die Lebensbedingungen zu verbessern, es sei jedoch nötig, diesen Wohlstandszuwachs ökologisch nachhaltig zu gestalten.
Die reichen Länder würden durch das erforderliche Wachstum in den ärmeren Ländern verstärkt unter Druck geraten, schnelle Fortschritte beim ökologischen Umbau zu erzielen.

#### Ziele
Deutschland müsse sich am Leitbild ein „gutes Leben“ für alle Menschen und zukünftige Generationen orientieren.
Die internationale Kooperation im Umwelt- und Ressourcenschutz müsse ein zentraler Bereich politischen Handelns sein und Deutschland müsse sich für den gesellschaftlichen Wandel hin zu nachhaltigem Produktions- und Konsumverhalten einsetzen, so die Zukunftscharta.
Die Rolle von Frauen in der Landwirtschaft wir von der Zukunftscharta als Zentral angesehen, um die Ernährungssicherheit zu verbessern.

### Wirtschaftswachstum mit Nachhaltigkeit und menschenwürdiger Beschäftigung verbinden

#### Ausgangslage
Die vorrangig auf Wachstum ausgerichteten Produktions- und Konsummuster hätten sich nicht als nachhaltig erwiesen.
Zudem wären die Wirtschafts- und Finanzpolitik in der Vergangenheit nicht angemessen gewesen und hätte zu einer wachsenden Einkommensungleichheit geführt.
Die Zukunftscharta empfiehlt, dass wirtschaftliche Entwicklung heute nicht mehr mit den Wachstumszahlen des Bruttoinlandsproduktes gleichgesetzt werden sollte.
Benötigt würden Volkswirtschaften die ökonomische, soziale sowie ökologische Ziele gleichermaßen erreichen würden.
Dazu wäre ein neues Verständnis für das Zusammenspiel von Wirtschaften, Wachstum und Wohlstand erforderlich, das sich am Wohlergehen von Mensch und Umwelt orientiert.

#### Ziele
Deutschland müsse die wirtschaftliche Entwicklung in Zukunft mit neuen Zielgrößen messen und so Anreize für eine Transformation zu mehr Nachhaltigkeit schaffen.
Die Deutsche Politik solle sich für die Prinzipien der sozialen und ökologischen Marktwirtschaft einsetzen.
Als Handelsnation solle sich Deutschland für angemessene Regeln für den internationalen Handel und ausländische Direktinvestitionen starkmachen.
Die UN-Leitprinzipien Wirtschaft und Menschenrechte sollten deshalb zügig mit einem nationalen Aktionsplan umgesetzt werden.

### Menschenrechte und gute Regierungsführung fordern und fördern

#### Ausgangslage
Die Zukunftscharta sieht in der Verbesserung der Lebensbedingungen und dem Aufbau rechtsstaatlicher Institutionen wichtige Voraussetzungen, dass Menschen ihre Rechte ausüben können.
Die staatliche Aufgabe die Menschenrechte zu garantieren, könne nur durch funktionierende staatliche Institutionen auf der Basis demokratischer Rechtsstaatlichkeit geschehen und ohne Menschenrechte wäre eine nachhaltige Entwicklung nicht möglich. Deshalb wären Menschenrechte zentraler Bezugspunkt für Nachhaltigkeit.
Obwohl die Menschen in immer mehr Ländern eine politische „Wahl“ haben, sei ihre tatsächliche Mitbestimmung oft noch sehr begrenzt: In mehr als der Hälfte aller Staaten könnten die Menschen sich nach wie vor nicht auf staatliche Institutionen verlassen, seien in ihrer Meinungsäußerung eingeschränkt oder würden aufgrund ihrer politischen Einstellungen und aus anderen Gründen verfolgt.
Nachhaltige Entwicklung sei nur dann möglich, wenn Menschen über ihr Leben selbst bestimmen und sich entfalten könnten.

#### Ziele
Die Einhaltung der Menschenrechte müsse das übergeordnete Ziel deutscher Politik sein, fordert die Zukunftscharta.
Um gute Regierungsführung zu fördern, wird die deutsche Entwicklungszusammenarbeit Partnerländer wirksamer dabei unterstützen:
- funktionierende Institutionen zu stärken
- Korruption zu bekämpfen
- freie Medien sowie eine unabhängige Zivilgesellschaft zu fördern

#### Bilanz Ende 2015

##### - Stärkung der Menschenrechte und der Gleichstellung der Geschlechter
- Unterstützung des Afrikanischen Menschenrechtsgerichtshofs, der Afrikanischen Menschenrechtskommission und des Iberoamerikanischen Verbands der Ombudspersonen (FIO)
- Mit dem Programm Verantwortungsvolle Landpolitik soll der Zugang zu Land für marginalisierte Bevölkerungsgruppen verbessert werden. Maßnahmen in Peru, Benin, Uganda sind in Planung.
- Mit dem Aktionsplan zur Gleichberechtigung der Geschlechter (2016–2020) soll der Zugang von Frauen zu Gerichten und die Rechte von Frauen und Mädchen in der ländlichen Entwicklung und Ernährungssicherung gefördert werden. Gewalt gegen Frauen und Mädchen soll bekämpft werden.
- Die Rechte von Menschen mit Behinderung in Entwicklungsländern sollen über einen Runden Tisch zur Inklusion gestärkt werden.[8]

##### - Rechtsstaatlichkeit, Demokratie und Transparenz
- Die Entsendung von Entwicklungshelfern und Fachkräften in 10 Transparency-International-Länderbüros in Afrika wird gefördert.
- Während der UN-Konferenz zur Entwicklungsfinanzierung in Addis Abeba wurde mit anderen Partnern die „Addis Tax Initiative“ mit dem Ziel gestartet, die Zusammenarbeit mit Entwicklungsländern im Steuerbereich auszubauen.[8]

##### - Förderung freier Medien
- Die Deutsche Welle Akademie organisiert Programme zur Förderung von Meinungsfreiheit und des Zugangs zu Informationen in 25 Ländern. Außerdem wurden Möglichkeiten geschaffen, Nichtregierungsorganisationen im Bereich Medienentwicklung zu fördern.[8]

### Frieden schaffen, menschliche Sicherheit stärken

#### Ausgangslage
Nachhaltige Entwicklung ist nach der Zukunftscharta ohne Frieden nicht denkbar. Deshalb sei die Schaffung eines dauerhaften Friedens eine zentrale Aufgabe internationaler Zusammenarbeit.
Fragile und von gewaltsamen Konflikten betroffene Staaten hätten bei der Erreichung der Millenniumsziele den größten Nachholbedarf.
Laut Zukunftscharta erfordert die Schaffung von dauerhaftem Frieden Veränderungen von Strukturen und Verhaltensweisen. Umgekehrt würde gesellschaftlicher und politischer Wandel oft Konflikte auslösen, denn Macht-Eliten würden um ihre Privilegien fürchten und Bevölkerungsgruppen könnten sich von der politischen Beteiligung ausgeschlossen fühlen.
Daher sei es eine zentrale Herausforderung der Friedensförderung, zum Interessenausgleich beizutragen.
Die Ursachen von Gewalt und Fragilität seien selten allein innerstaatlicher Natur.
Kein Land der Welt könne zum Beispiel mit nationalen Maßnahmen allein wirksam gegen illegalen Handel mit Menschen, Waffen oder Drogen vorgehen.
Diese globalen Faktoren müssten stärker als bisher bei der Überwindung von gewaltsamen Konflikten beachtet werden, fordert die Zukunftscharta.

#### Ziele
Krisenprävention müsse stärker ins Zentrum der deutschen Entwicklungs-Politik rücken. Deshalb müssten deutscher Akteure bei der frühzeitigen und friedlichen Bearbeitung von Konfliktursachen unterstützt werden.
In den letzten Jahren hätte eine Vielzahl an Akteuren wirksame Ansätze entwickelt, um vor, während und nach gewaltsamen Konflikten tätig zu werden. Gerade auch kirchliche und zivilgesellschaftliche Organisationen hätten wichtige Beiträge für Friedensförderung und Krisenprävention geleistet. Darauf wolle Deutschland weiter aufbauen.

#### Bilanz Ende 2015

##### - Krisenprävention, Zivile Konfliktbearbeitung und Friedensarbeit
- Über den Zivilen Friedensdienst (ZFD) arbeiten 243 Friedensfachkräfte in 35 Partnerländern zusammen mit lokalen Partnern zur Förderung eines gewaltfreien Umgangs bei Konflikten bzw. bei potentiellen Konflikten.
- Von der Bundesregierung wurden im Jahr 2015 Kleinwaffen-Grundsätze verabschiedet und Endverbleibskontrollen eingeführt.
- Die Bundesregierung setzt sich für die Umsetzung des Arms Trade Treaty ein, mit dem Entwicklungsländer in die Lage versetzt werden sollen, ihre Rüstungsimporte stärker zu kontrollieren.[8]

##### - Engagement in Krisengebieten
- In Nahost, Nordafrika, Westafrika und in der Ukraine wird der Wohnungsbau, die Wasser- und Sanitärversorgung, Schulen, Krankenhäuser und der Aufbau der Stromversorgung unterstützt.
- Mit der Sonderinitiative Stabilisierung und Entwicklung Nordafrika und Naher Osten wird die Demokratie gefördert, Jugendbeschäftigung geschaffen, eine nachhaltige Wirtschaftsentwicklung betrieben und ein Beitrag zur Stabilisierung geleistet.[8]

### Kulturelle und religiöse Vielfalt respektieren und schützen

#### Ausgangslage
Eine Entwicklungspolitik, die den einzelnen Menschen in den Blick nimmt, müsse auch dessen Kultur und
Religion ernst nehmen.
Religion und Kultur beeinflussten die Weltsicht vieler Menschen und stellten dadurch eine starke politische und gesellschaftliche Gestaltungskraft dar. Ohne Unterstützung durch Religionsgemeinschaften werde es kaum gelingen, eine ausreichende gesellschaftliche Basis für nachhaltige Lebensstile zu gewinnen.

#### Ziele
In Zukunft müsse das unterstützende Potenzial von Religion für nachhaltige Entwicklung stärker einbezogen werden. Ein Paradigmenwechsel hin zur Nachhaltigkeit würde nur dann gelingen, wenn ein Umdenken stattfindet, so die Charta.
Deshalb will das BMZ mit allen Kräften zusammenarbeiten, die einen solchen Wandel unterstützen können. Dort, wo Akteure die Umsetzung der Menschenrechte behindern, solle der Austausch mit lokalen Menschenrechtsorganisationen gesucht werden.
Plattformen für den interreligiösen Dialog sollten gefördert werden. Nur so könne langfristig ermöglicht werden, dass Religion nicht Teil des Problems, sondern Teil der Lösung sei.

### Innovationen, Technologien und Digitalisierung für transformativen Wandel nutzen

#### Ausgangslage
Technologische Innovationen, beispielsweise hinsichtlich der Gestaltung der Energiewende und der effizienteren Nutzung knapper Ressourcen können Schlüsselfaktoren für nachhaltige Entwicklung sein, so die Zukunftscharta.
Insbesondere in Ländern mit geringer Kommunikations-Infrastruktur hätte die Verbreitung der Mobiltelefone den Geldverkehr erleichtert und den Katastrophenschutz verbessert.
Gleichwohl besteht nach wie vor eine „digitale Kluft“. Wesentliche Hindernisse bei der flächendeckenden Verbreitung von Informations- und Kommunikationstechnologien (IKT) in Entwicklungsländern wären die hohen Kosten zum Beispiel für den Zugang zum Internet.

#### Ziele
Die Zukunftscharta tritt dafür ein, dass die Technologien und Innovationen künftig stärker als bisher für nachhaltige Entwicklung in allen Teilen der Welt genutzt werden, um die großen Zukunftsaufgaben besser zu bewältigen.
Wissenschaft und Forschung müssten im Bereich Nachhaltigkeit gefördert werden. Viele Partnerländer hätten Interesse an der Stärkung von langfristigen Forschungspartnerschaften und am Aufbau von Forschungsinfrastruktur. Lösungsorientierte Forschung zu globalen öffentlichen Gütern und zur Bekämpfung von Infektionskrankheiten seien nur im Verbund mit den Partnerländern erfolgversprechend.
Darüber hinaus wären sozialpolitische Innovationen wie Krankenversicherungs- und Rentensysteme oder die Forschung über gutes Regieren relevant.
Um das transformative Potenzial von technologischen Innovationen und IKT voll auszuschöpfen, solle die Verbreitung von Innovationen erleichtert werden.
Dazu zählt das BMZ die Begünstigung von ressourcenschonenden und abfallvermeidenden Lösungen. Benötigt würden nicht nur umsetzungstaugliche Innovationen, sondern auch ein intensiverer Austausch zwischen Entwicklungsfachleuten, Wissenschaft, Wirtschaft und Politik.

### Die neue globale Partnerschaft und Multi-Akteurs-Partnerschaften für die Umsetzung entwickeln

#### Ausgangslage
In der Debatte über die Ziele nachhaltiger Entwicklung nimmt die globale Partnerschaft eine zentrale Rolle ein, so die Zukunftscharta. Verantwortung übernehmen jedoch jeweils einzelne staatliche und nichtstaatliche Akteure. Die Zukunftscharta sieht deshalb den Bedarf für starke Monitoring- und Rechenschaftslegungsmechanismen, um die Arbeit der Akteure beobachtbar und kommunizierbar zu machen.
Ein anderer Aspekt ist die Anzahl von Akteuren innerhalb der Projekte: Vor allem in Staaten, die in der Vergangenheit nur eingeschränkt funktioniert haben, wären Multi-Akteurs-Partnerschaften in der Entwicklungsarbeit aktiv gewesen.
Es sei jedoch in erster Linie die Aufgabe der Staatengemeinschaft, menschenwürdige Lebensbedingungen zu sichern und die globalen öffentlichen Güter zu schützen. Partnerschaften können und sollen staatliches Handeln nicht ersetzen. Unsinnige Parallelstrukturen seien deshalb zu vermeiden.

#### Ziele
Das 0,7-Prozent-Ziel bei der Entwicklungs-Finanzierung solle möglichst schnell erreicht werden. Dafür werden zusätzlichen Einnahmen aus der europäischen Finanztransaktionssteuer angestrebt.
Bereits bestehende, erfolgreich arbeitende Partnerschaften sollen gestärkt werden. Als Beispiele werden genannt:
- die globale Impf-Allianz Gavi
- Cotton made in Africa
- die kommunalen Klima-Partnerschaften[38]

Bei breit angelegte Allianzen wird das Problem gesehen, dass bei den drängende globale Herausforderungen nicht gewartet werden können, bis der Letzte mit „im Boot“ sei. Deshalb setzt das BMZ auf Vorreiterallianzen, in denen sich Akteure zusammenfinden, die an der Spitze des gesellschaftlichen Wandels stehen. Kleinere Partnerschaften würden wichtige Beiträge zur nachhaltigen Entwicklung leisten und seien deshalb zu unterstützen.
Das BMZ will eine „nächste Generation“ von Multi-Akteurs-Partnerschaften entwickeln.
Als Initiativen, die in erfolgreiche Partnerschaften überführen werden sollen, werden genannt:
- „Sustainable Energy for All“
- der „Runde Tisch Textil“[40]

In der Zukunftscharta wird angekündigt, dass ein Kriterienraster für die Entwicklung von Partnerschaften ausgearbeitet werden soll.
Als Ursachen von gescheiterten Projekten wurden bereits identifiziert:
- „Top-down“-Ansatz, also die unzureichende Einbeziehung der Betroffenen
- mangelnde Transparenz

Die folgenden Eigenschaften von erfolgreichen Projekten wurden ebenfalls bereits definiert:
- Projekte, die ambitioniert auf transformative Veränderungen im Sinne der Post-2015-Agenda ausgerichtet sind
- Projekte, die eine klare und messbare Zielsetzung verfolgen und alle Dimensionen der Nachhaltigkeit berücksichtigen
- Projekte, die „bottom-up“ die lokale Bevölkerung bereits in der Planungsphase aktiv beteiligen und langfristige Anreize schaffen (zum Beispiel Arbeitsplätze)
- Projekte, die eine leistungsfähige Projektleitung und einen ausreichenden institutionellen Unterbau aufweisen
- Projekte, die transparent arbeiten und allen Betroffenen in Gremien Sitz und Stimme geben
- Projekte, die über die gesamte Projektdauer finanziert sind
- Projekte, in denen eine unabhängige Überprüfung der Ergebnisse sichergestellt ist

## Zukunftscharta on tour
Mit der Veranstaltungsreihe Zukunftscharta on tour 2015–2016, soll über die Neuausrichtung der Entwicklungspolitik informieren werden.

## Unabhängige Stimmen
Die Süddeutsche Zeitung schreibt, dass mit der Zukunftscharta die herkömmliche Vorstellung von Entwicklungspolitik wesentlich erweitert werden soll. Mit dem Papier solle unter dem Motto „EineWelt – Unsere Verantwortung“ das bisherige Konzept „Chancen schaffen – Zukunft entwickeln“ des früheren Entwicklungshilfe-Ministers Dirk Niebel abgelöst werden.
Die Welthungerhilfe bewertet in ihrem 23. Bericht zur Entwicklungspolitik, der als Schattenbericht zur deutschen Entwicklungspolitik gilt, die Zukunftscharta als eine Vorarbeit zur nationalen Umsetzung der SDG-Ziele. Die enge Beziehung zwischen Zukunftscharta und Nachhaltigkeitsstrategie sei der Grund, warum die Bundesregierung die Zukunftscharta zum „Leuchtturmprojekt“ der Nachhaltigkeitsstrategie erklärt hätte.
Im September 2015 beantwortete der Entwicklungshilfe-Minister Gerd Müller der Tageszeitung Die Welt und der Wochenzeitung Die Zeit Fragen zu der Zukunftscharta und zu seiner Entwicklungspolitik.

## Beteiligte Organisationen
Organisationen und Initiativen, die sich am Dialogprozess „Zukunftscharta EINEWELT – Unsere Verantwortung“ beteiligt haben:
- Brot für die Welt
- Eine Welt – Netzwerk Bayern[50]
- Fairtrade
- World Vision – Zukunft für Kinder
- Regio Augsburg Wirtschaft GmbH[51]
- EPIZ Globales Lernen in Berlin[52]
- Jena Lichtstadt[53]
- Deutscher Industrie- und Handelskammertag (DHHK)
- Bundesverband der Deutschen Industrie e. V. (BDI)
- Promotorinnen und Promotoren für Eine Welt[54]
- Stiftung Wissenschaft und Politik (SWP)
- ZEGG
- Südwind-Institut für Ökonomie und Ökumene
- Deutsche Gesellschaft für die Vereinten Nationen e. V.
- Arbeitsgemeinschaft für Entwicklungshilfe e. V. (AGEH)
- Senat der Wirtschaft[55]
- Michael Succow Stiftung zum Schutz der Natur[56]
- Care
- UN Women Nationales Komitee Deutschland[57]
- Aktionsgemeinschaft Dienst für den Frieden (AGDF)[58]
- RFPD[59]
- World University Service (WUS)
- International Institute for Religious Freedom (IIRF)[60]
- Arbeitsstelle Weltbilder e. V.[61]
- Manager ohne Grenzen[62]
- Welthungerhilfe
- Karlshochschule International University
- Welt Wald Klima[63]
- Landeskomitee der Katholiken in Bayern[64]
- Ashoka
- Bremer entwicklungspolitisches Netzwerk e. V.[65]
- Stiftung Weltethos
- Zentrum für Entwicklungsforschung, Universität Bonn
- Behinderung und Entwicklungszusammenarbeit (BEZEV)
- Baugewerbliche Verbände[66]
- Misereor
- Senior Expert Service (SES)
- House of One
- Netzwerk Entwicklungspolitik im Saarland e. V.[67]
- Humboldt-Universität zu Berlin
- Germanwatch
- Plan gibt Kindern eine Chance[68]
- Ziviler Friedensdienst (ZFD)
- Entwicklung braucht Entschuldung
- Arbeitsgemeinschaft der Eine Welt Landesnetzwerke in Deutschland e. V. (AGL)[69]
- Denkwerk Zukunft – Stiftung kulturelle Erneuerung[70]
- Eine Welt Landesnetzwerk Mecklenburg-Vorpommern[71]
- Kommissariat der Deutschen Bischöfe
- Arbeitsgemeinschaft Frieden und Entwicklung (FriEnt)[72]
- Weltladen-Dachverband
- Ingenieure ohne Grenzen
- German Toilet Organization
- Don Bosco Mondo – Jugend, Hilfe, Weltweit
- Ampion[73]
- Christoffel-Blindenmission (CBM)
- Forum nachhaltig Wirtschaften[74]
- Society for International Development (SID), Chapter Hamburg[75]
- WWF
- Zentralverband des deutschen Handwerks (ZDH)
- Mission EineWelt
- Stiftung Weltbevölkerung
- Bund Katholischer Unternehmer e. V.
- Stiftung für Unternehmerische Entwicklungszusammenarbeit (AFOS)[76]
- Entwicklungspolitisches Landesnetzwerk Rheinland*Pfalz[77]
- Verband Entwicklungspolitik Deutsche Nichtregierungs-Organisationen e. V. (VENRO)[78]
- Engagement Global – Service für Entwicklungsinitiativen[79]
- Interessenvertretung Selbstbestimmt Leben in Deutschland e. V. (ISL)
- Deutsches Institut für Entwicklungspolitik (DIE) – German Development Institut
- Weltkirche.katholisch.de[80]
- Katholischer Deutscher Frauenbund (KDFB)
- Rheinland*Pfalz entwickeln – für Eine Welt[81]
- INFARM – Grow as you are[82]
- Futuroverde – Stiftung für Wirtschaften mit Verantwortung[83]
- Entwicklungspolitisches Netzwerk Hessen e. V. (EPN)[84]
- Sustainable Development Solutions Network[85]
- Forum Umwelt und Entwicklung
- Dachverband Entwicklungspolitik Baden-Württemberg e. V.
- Caritas International
- Seminar für Ländliche Entwicklung (SLE)
- Deutsches Netzwerk – The global Compact[86]
- Collaborating Centre on Sustainable Consumption and Production (CSCP)[87]
- Eine Welt Netz NRW
- KFW DEG[88]
- Weltladen Speyer[89]
- Christlich-Demokratische Arbeitnehmerschaft (CDA)
- Deutsches Institut für Menschenrechte
- Eine Welt, One Word, Un seul Monde, Bonn[90]
- Stiftung 2° – Deutsche Gesellschaft für Klimaschutz
- Institute for Advanced Sustainability Studies (IASS), Potsdam
- KFW
- Malteser International
- Oxfam
- Internationaler Tierschutz*Fonds (IFAW)
- HelpAge Deutschland – Alter ist Zukunft[91]
- World Peace Cafe Berlin[92]
- UNICEF
- Kinder in Not
- ONE[93]
- Gemeinsame Konferenz Kirche und Entwicklung (GKKE)[94]
- Justitia et Pax
- Amnesty International
- Deutsche Gesellschaft für Internationale Zusammenarbeit (GIZ)

## Webquellen
- Kurzzusammenfassung der Zukunftscharta, Bundesministerium für wirtschaftliche Zusammenarbeit und Entwicklung (BMZ), 24. November 2014